# HD 213240 b
HD 213240 b és un planeta extrasolar situat aproximadament a 133 anys llum (41 parsecs) en la constel·lació de la Grua, orbitant l'estrella HD 213240. Aquest planera té una massa de classe I (super-Júpiter) i una aparença classe W (gegant d'aigua). Té un període orbital de 882,7 dies o 76,27 megasecons. La distància orbital és d'1,92 unitats astronòmiques o 287 gigametres o 9,31 microparsecs. L'excentricitat orbital és de 42,1%. La distància més propera i llunyana són d'1,11 ua i 2,73 ua respectivament; la diferència i quocient entre q i Q són 1,62 AU i 2,46 cops respectivament. La separació angular entre el planeta i l'estrela vist des de la Terra és 47,12 mil·liardcsegon (massa).